# Atriplex leucoclada
Atriplex leucoclada är en amarantväxtart som beskrevs av Pierre Edmond Boissier. Atriplex leucoclada ingår i släktet fetmållor, och familjen amarantväxter. Inga underarter finns listade i Catalogue of Life.